# X-Men, le jeu officiel
X-Men, le jeu officiel (X-Men: The Official Game ou X3: The Official Game) est un jeu vidéo d'action édité par Digital Eclipse, sorti en 2006 sur PlayStation 2, Xbox, Xbox 360, Game Boy Advance, Nintendo DS, Nintendo GameCube et Windows. Le jeu est adapté de la série de films X-Men.